# Grgaje
Grgaje (Servisch cyrillisch Гргаје) is een plaats in de Servische gemeente Sjenica. De plaats telt 87 inwoners (2002).